# TT240
| mr · r | w |

| mr · r | w |

La tombe thébaine TT 240 est située à El-Assasif, dans la nécropole thébaine, sur la rive ouest du Nil, face à Louxor en Égypte.
C'est la sépulture de Merou. Elle date du règne de Montouhotep II (XIe dynastie).
Merou est le fils d'Ikou et de Nebti.
Merou est un haut fonctionnaire sous le règne de Montouhotep II. Il porte les titres de porteur du sceau royal et superviseur des porteurs de sceaux. Il est aussi connu grâce à une stèle conservée au Musée de Turin, datée de l'an 46 du règne de Montouhotep II. La provenance de cette stèle n'est pas connue, mais viendrait peut-être de sa tombe.

## Description
La tombe, creusée dans le rocher, comporte deux corridors conduisant à la chambre funéraire. Le premier corridor ne comporte aucune décoration, alors que la chambre funéraire en compte de nombreuses, avec des textes religieux, de fausses portes, une table d'offrandes ainsi que la liste de ces dernières. L'intérieur du sarcophage de Merou est également très décoré.